# Riseriellus occultus
Riseriellus occultus är en djurart som tillhör fylumet slemmaskar, och som beskrevs av Rogers, Junoy, Gibson och Thorpe 1993. Riseriellus occultus ingår i släktet Riseriellus och familjen Lineidae. Inga underarter finns listade i Catalogue of Life.